# Lijst van vlaggen van Estische gemeenten
Dit artikel bevat een lijst van vlaggen van Estische gemeenten.  Estland bestaat uit 79 gemeenten. Onderaan de pagina worden ook vlaggen weergegeven van voormalige gemeenten, die door de gemeentefusie ophielden te bestaan als zelfstandige gemeente.

## Bestaande gemeenten

Alutaguse
Anija
Antsla
Elva
Häädemeeste
Haapsalu
Haljala
Harku
Hiiumaa
Järva
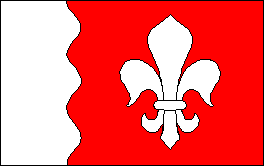
Jõelähtme
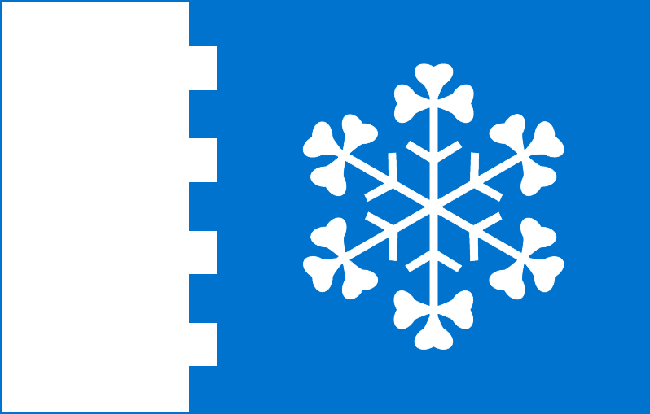
Jõgeva
Jõhvi
Kadrina
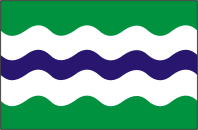
Kambja
Kanepi
Kastre
Kehtna
Keila
Kihnu
Kiili
Kohila
Kohtla-Järve
Kose
Kuusalu
Lääne-Harju
Lääne-Nigula
Lääneranna
Loksa
Lüganuse
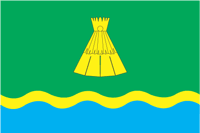
Luunja
Maardu
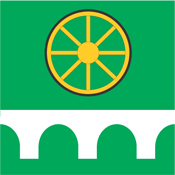
Märjamaa
Muhu
Mulgi
Mustvee
Narva
Narva-Jõesuu
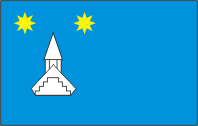
Nõo
Otepää
Paide
Pärnu
Peipsiääre
Põhja-Pärnumaa
Põhja-Sakala
Põltsamaa
Põlva vald
Raasiku
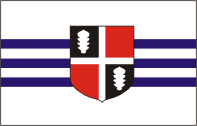
Rae
Rakvere
Rakvere vald
Räpina
Rapla
Rõuge
Ruhnu
Saarde
Saaremaa
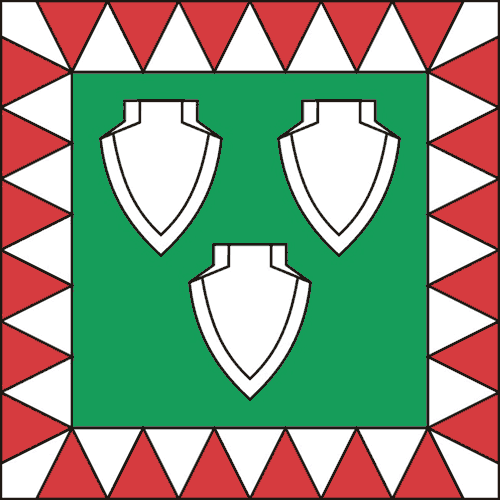
Saku
Saue vald
Setomaa
Sillamäe
Tallinn (Details)
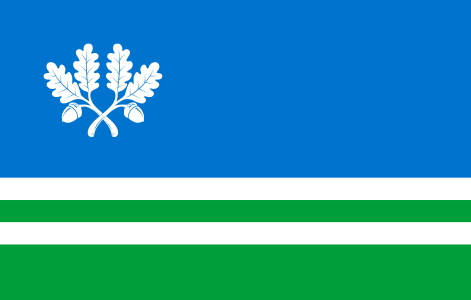
Tapa
Tartu
Tartu vald
Toila
Tori
Tõrva
Türi
Väike-Maarja
Valga
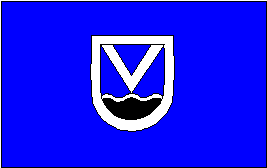
Viimsi
Viljandi
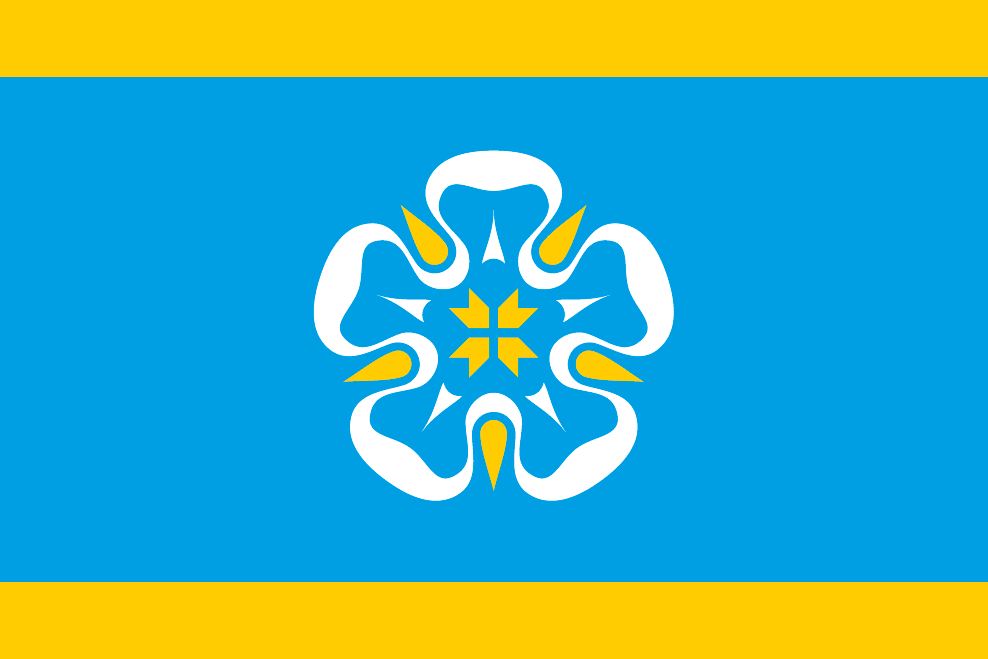
Viljandi vald
Vinni
Viru-Nigula
Vormsi
Võru
Võru vald

## Voormalige gemeenten

Abja
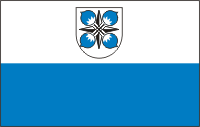
Aegviidu
Ahja
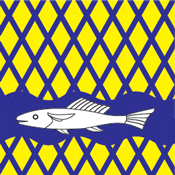
Alajõe
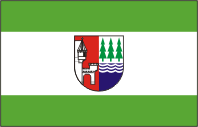
Alatskivi
Albu
Ambla
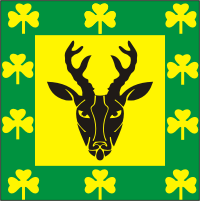
Are
Aseri
Audru
Avinurme
Elva
Emmaste
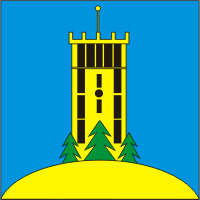
Haanja
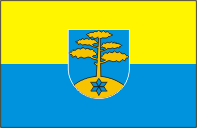
Haaslava
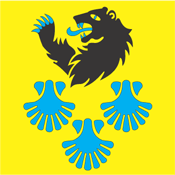
Halinga
Halliste
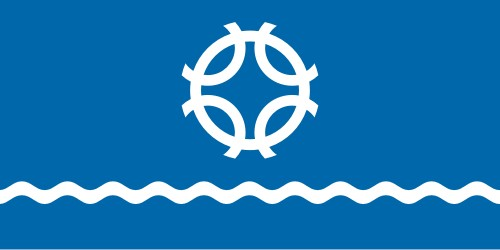
Hanila
Helme
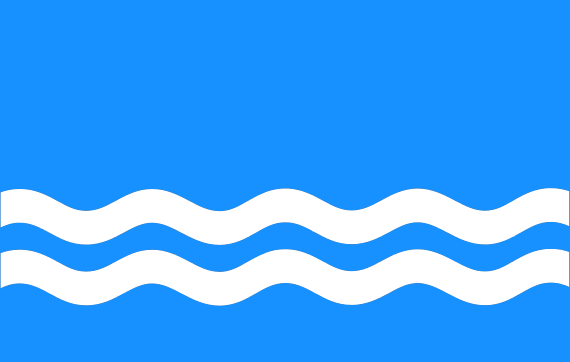
Hiiu
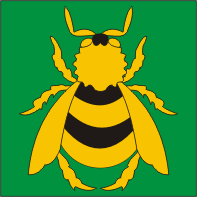
Hummuli
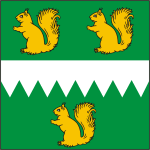
Iisaku
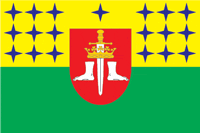
Illuka
Imavere
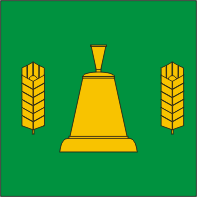
Järva-Jaani
Järvakandi
Jõgeva
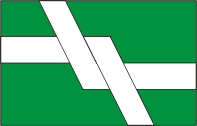
Juuru
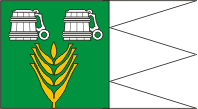
Käina
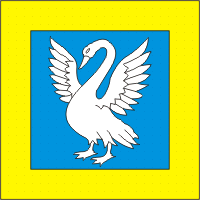
Kaisma
Kaiu
Kallaste
Kärdla
Kareda
Karksi
Käru
Karula
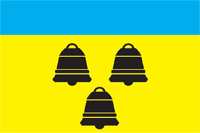
Kasepää
Keila vald
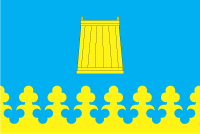
Kernu
Kihelkonna
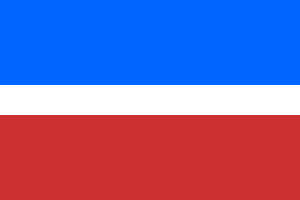
Kiviõli
Koeru
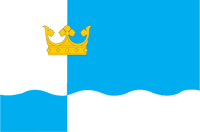
Kohtla
Kohtla-Nõmme
Koigi
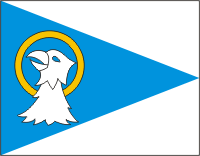
Kolga-Jaani
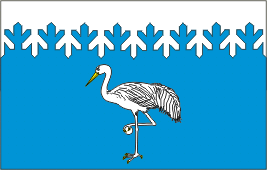
Kõlleste
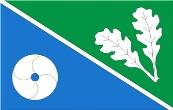
Konguta
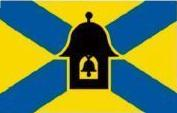
Kõo
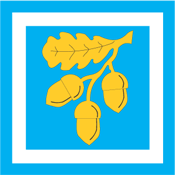
Koonga
Kõrgessaare
Kõue
Kullamaa
Kunda
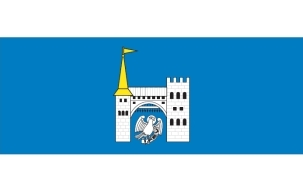
Kuressaare
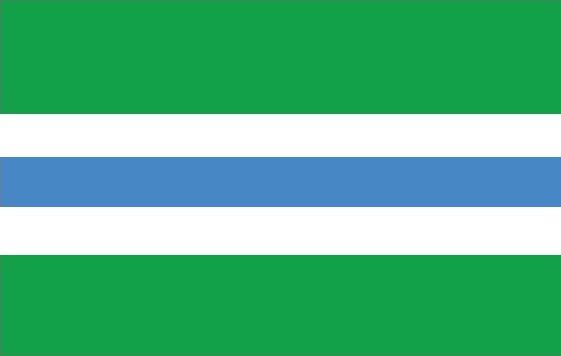
Lääne-Saare
Laekvere
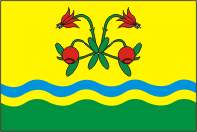
Laeva
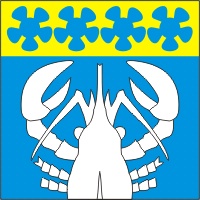
Laheda
Laimjala
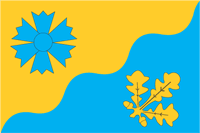
Lasva
Lavassaare
Leisi
Lihula
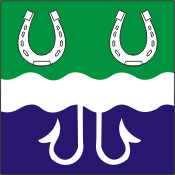
Lohusuu
Mäetaguse
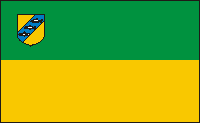
Maidla
Mäksa
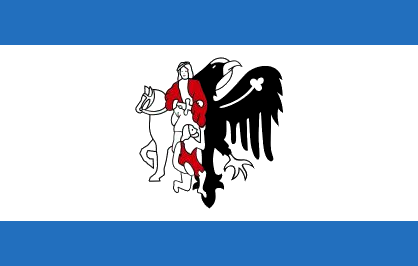
Martna
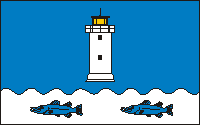
Meeksi
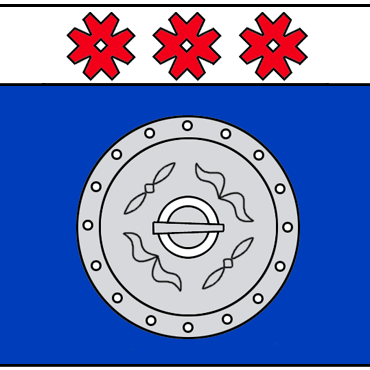
Meremäe
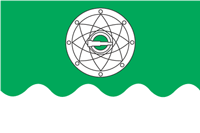
Mikitamäe
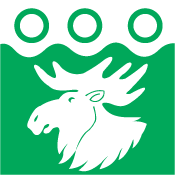
Misso
Mõisaküla
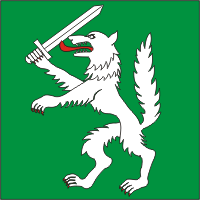
Mõniste
Mooste
Mustjala
Mustvee
Nissi
Noarootsi
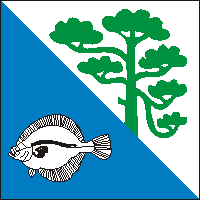
Nõva
Orava
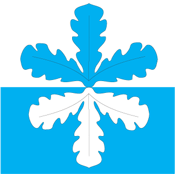
Orissaare
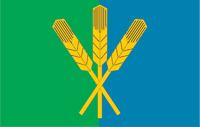
Oru
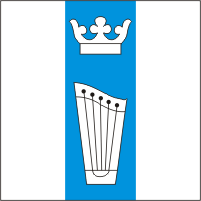
Õru
Padise
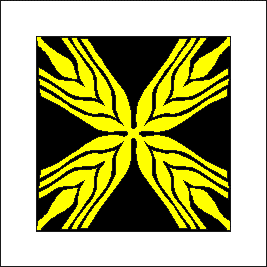
Paide vald
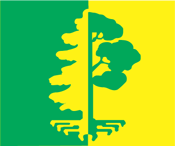
Paikuse
Paistu
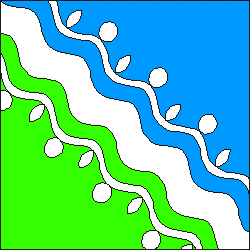
Pajusi
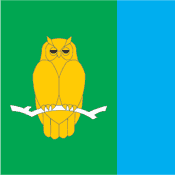
Pala
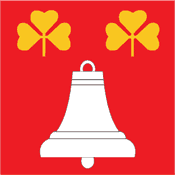
Palamuse
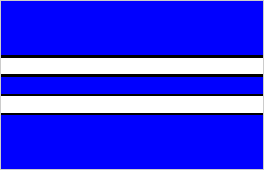
Paldiski
Palupera
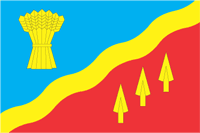
Pärsti
Pihtla
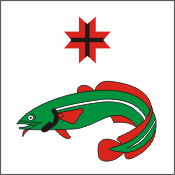
Piirissaare
Põdrala
Pöide
Põltsamaa
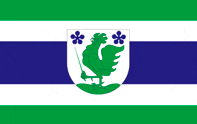
Põlva
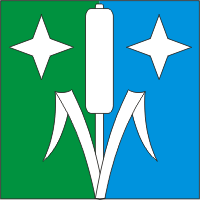
Puhja
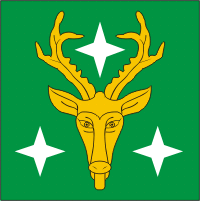
Puka
Püssi
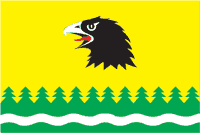
Puurmani
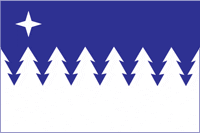
Rägavere
Raikküla
Rakke
Rannu
Ridala
Risti
Rõngu
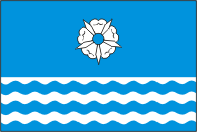
Roosna-Alliku
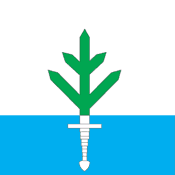
Saare
Saarepeedi
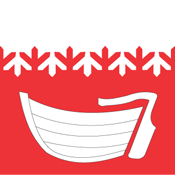
Salme
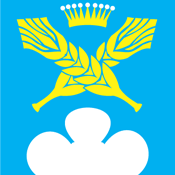
Sangaste
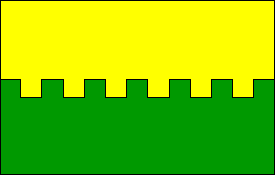
Saue
Sauga
Sindi
Sõmerpalu
Sõmeru
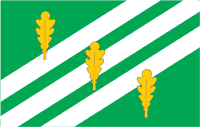
Sonda
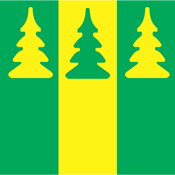
Surju
Suure-Jaani
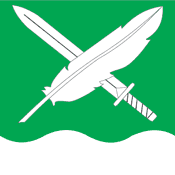
Tabivere
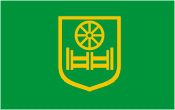
Taebla
Taheva
Tahkuranna
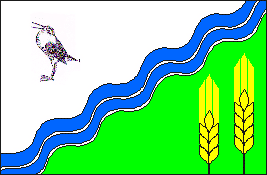
Tähtvere
Tamsalu
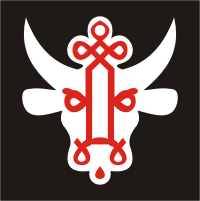
Tarvastu
Tõlliste
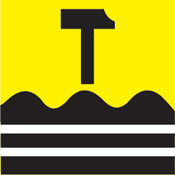
Tootsi
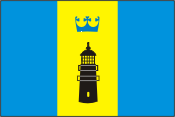
Torgu
Torma
Tõrva
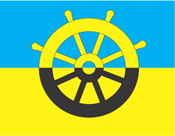
Tõstamaa
Tudulinna
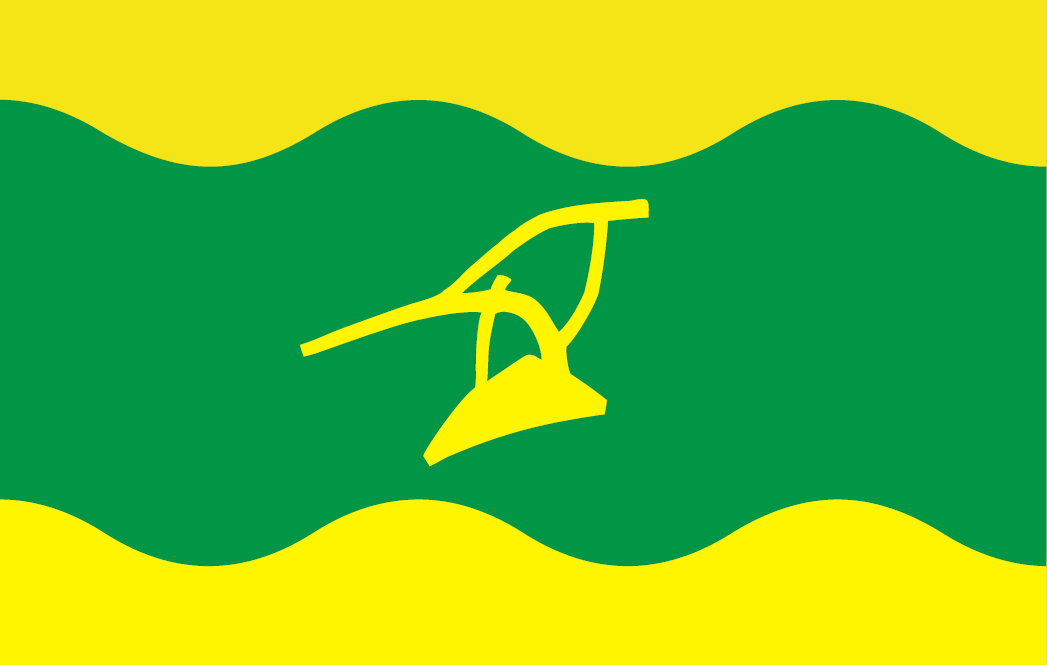
Ülenurme
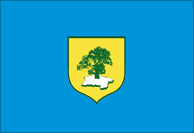
Urvaste
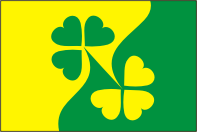
Väätsa
Vaivara
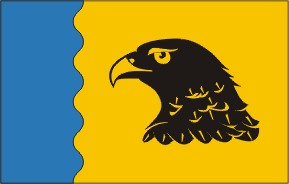
Valgjärve
Valjala
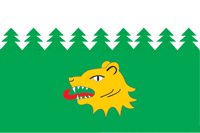
Vändra
Vändra vald
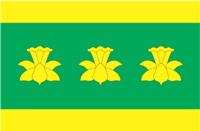
Vara
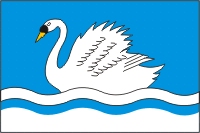
Varbla
Varstu
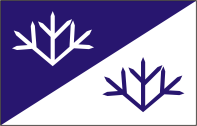
Vasalemma
Vastse-Kuuste
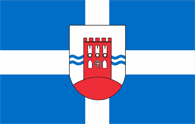
Vastseliina
Veriora
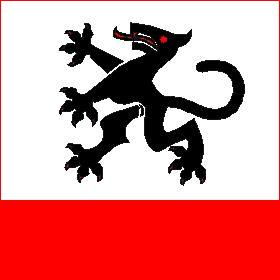
Vigala
Vihula
Viiratsi
Võhma
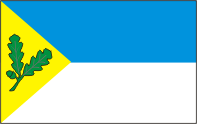
Võnnu